# Herichthys cyanoguttatus
Herichthys cyanoguttatus és una espècie de peix de la família dels cíclids i de l'ordre dels perciformes.

## Morfologia
- Els mascles poden assolir 30 cm de longitud total.[1][2]

## Alimentació
Menja cucs, crustacis, insectes i matèria vegetal.

## Hàbitat
Viu en zones de clima subtropical entre 20 °C-33 °C de temperatura.

## Distribució geogràfica
Es troba a Amèrica: és originari del Rio Grande (Texas, Estats Units) i del nord-est de Mèxic. Ha estat introduït al centre de Texas, Florida i la conca del riu Verde (Mèxic).